# Sven Kullander
Sven Gunnar Kullander, född 9 mars 1936 i Karlstad, död 28 januari 2014 i Uppsala, var en svensk fysiker.
Kullander disputerade 1971 och utnämndes 1979 till professor i högenergifysik vid Uppsala universitet.
Han gav ut flera populärvetenskapliga böcker där han för en bredare allmänhet förklarade olika aspekter av modern fysik. Han intresserade sig för hur världens energiförsörjning kunde tryggas, och försökte sätta risker från strålning och kärnkraft i relation till andra risker.
Kullander invaldes 1990 som ledamot av Kungliga vetenskapsakademin, där han 2005 tog initiativ till att bilda KVA:s energiutskott och blev dess ordförande. Han deltog 2008 i föreläsningsserien "Kunskapens krona" som senare sändes i TV. Sven Kullander är begravd på Uppsala gamla kyrkogård.

## Utmärkelser
Asteroiden 11013 Kullander är uppkallad efter honom.